# Bongnae-dong
Bongnae-dong (koreanska: 봉래동) är en stadsdel i Sydkorea. Den ligger på ön Yeongdo i stadsdistriktet Yeongdo-gu i staden Busan, i den sydöstra delen av landet, 300 km sydost om huvudstaden Seoul.

## Indelning
Administrativt är Bongnae-dong indelat i:
| Namn    | Namn               | Yta i km² | Invånare 31 maj 2020 |
| ------- | ------------------ | --------- | -------------------- |
| 봉래1동 | Bongnae 1(il)-dong | 0,30      | 7 370                |
| 봉래2동 | Bongnae 2(i)-dong  | 0,64      | 5 375                |